# Can Roca (Sant Martí de Llémena)
Can Roca és una masia de Llorà, al municipi de Sant Martí de Llémena (Gironès), inclosa a l'Inventari del Patrimoni Arquitectònic de Catalunya.

## Descripció
Conjunt format per una masia, la pallissa i la cisterna, situades al voltant d'una era i aguantats, a ponent, per un mur de contenció, on hi ha la cisterna i des d'on s'albira Llorà.
La masia és de planta baixa i dos pisos, de planta rectangular, coberta a dues aigües, amb terrassa a la façana del camí i que s'origina d'un angle del cos general. La porta d'accés es crea amb un cos, a la banda dreta de la façana a camí, aixoplugat i amb un pilar rodó a la cantonada i potenciat per una gran xemeneia. Obertures diverses. N'hi ha una de coronella sense el mainell, una amb modillons i les de les golfes formen nu conjunt de 3 arcs carpanells. Les restants són de llinda planera i algunes presenten inscripcions, com el balcó posterior: PERE ROCA ME FECIT - 1802.
La pallissa és un cos allargat a una sola vessant, de planta baixa i un pis, pedra vista i dos arcs de punt rodó a planta baixa. Hi ha una porta datada el 1738. Entre els dos edificis hi ha una porta d'accés al pati.

## Història
1738 segons data a la llinda de la pallissa.
1802 segons data del balcó.